# 北海道道691号赤平歌志内線
北海道道691号赤平歌志内線（ほっかいどうどう691ごう あかびらうたしないせん）は、北海道赤平市と歌志内市を結ぶ一般道道（北海道道）である。

## 概要

### 路線データ
- 起点：北海道赤平市美園町2丁目（北海道道227号赤平滝川線交点）
- 終点：北海道歌志内市本町（北海道道114号赤平奈井江線交点）
- 路線延長：6.6km（総延長）

## 歴史
- 1971年（昭和46年）3月31日 - 路線認定[1]。

## 地理

### 通過する自治体
- 空知総合振興局
  - 赤平市
  - 歌志内市

### 交差する道路
赤平市
- 北海道道227号赤平滝川線 - 美園町2丁目（起点）

歌志内市
- 北海道道114号赤平奈井江線 - 本町（終点）

### 沿線にある施設など
赤平市
- 赤平公園 - 美園町3丁目

歌志内市
- 北門信用金庫歌志内支店 - 本町91
- 歌志内郵便局 - 本町1027-60
- 歌志内市消防本部 - 本町1027-55
- 歌志内公民館 - 本町76